# 罗布伦特
罗布伦特（義大利語：Roburent），是意大利库内奥省的一个市镇。总面积29平方公里，人口553人，人口密度19.1人/平方公里（2009年）。ISTAT代码为004186。